# Reaktor mikrofalowy

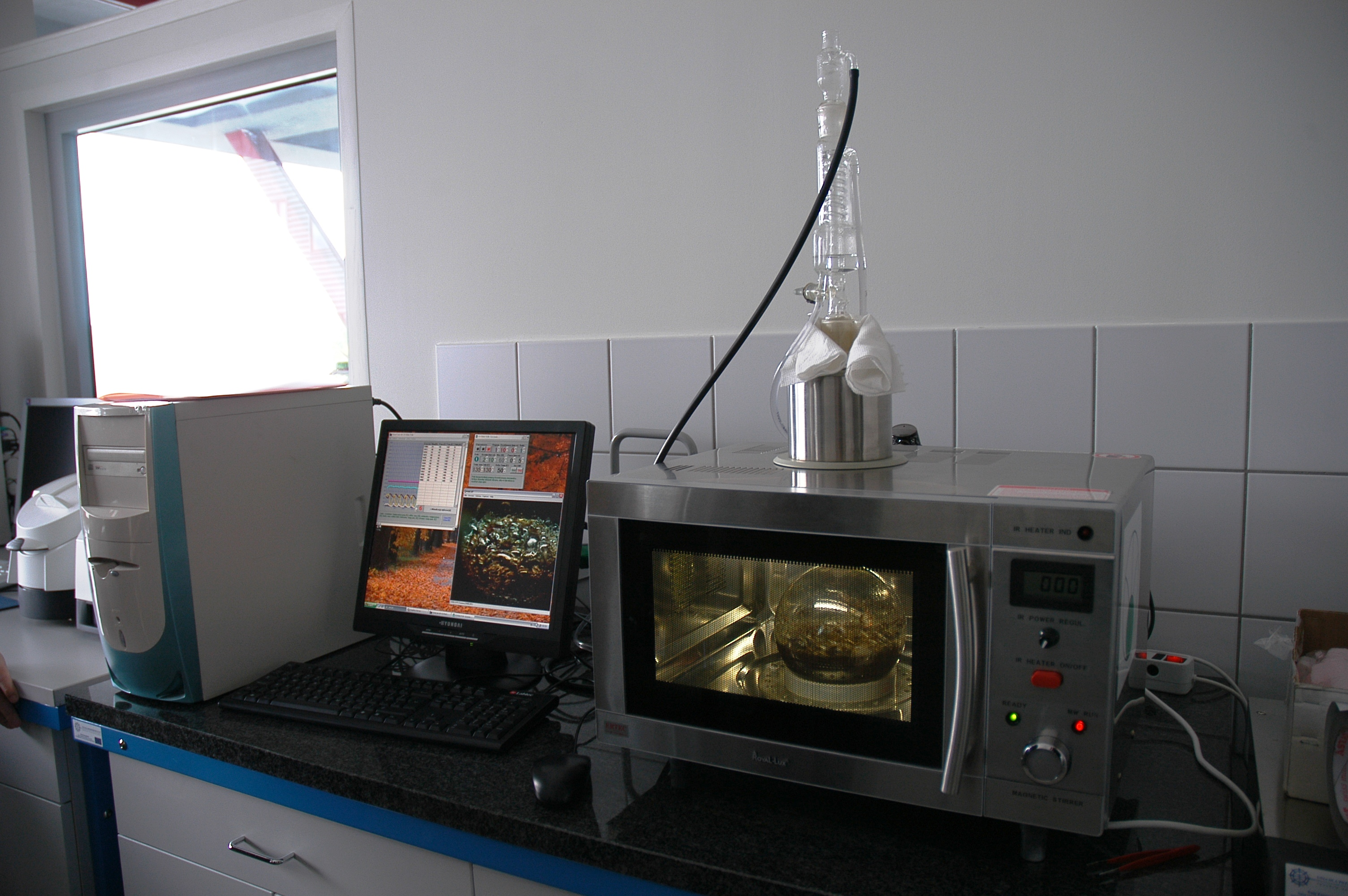
Reaktor mikrofalowy

Reaktor mikrofalowy – urządzenie emitujące promieniowanie mikrofalowe, przeznaczone do przeprowadzania reakcji chemicznych. Może być wykorzystywane w laboratoriach badawczych, w przemyśle i w budownictwie. Energia mikrofalowa pozwala znacznie przyspieszyć przebieg procesów chemicznych.
Zasada działania reaktora mikrofalowego jest taka sama, jak domowej kuchenki mikrofalowej. Mikrofalowe reaktory laboratoryjne pozwalają na precyzyjną kontrolę ilości energii doprowadzonej do naczynia reakcyjnego. Reaktor zawiera zwykle mieszadło magnetyczne o regulowanej liczbie obrotów, czujnik temperatury, komin, przez który można zamocować chłodnicę. Najbardziej rozpowszechnione są reaktory  mikrofalowe do przeprowadzania reakcji pod ciśnieniem atmosferycznym. Istnieją również reaktory mikrofalowe dostosowane do przeprowadzania reakcji pod zmniejszonym/zwiększonym ciśnieniem.